# Redditch United FC
Redditch United FC is een Engelse voetbalclub uit Redditch, Worcestershire.

## Geschiedenis

### Birmingham Combination
De club werd in 1891 opgericht als Redditch Town en sloot zich aan bij de Birmingham Combination. In 1894 won de club de Worcestershire Senior Cup en speelde in 1898 de finale. Na de titel in de Birmingham Combination in 1914 werd de Birmingham Senior Cup gewonnen in 1925. In de jaren 30 won de club verschillende bekercompetities.
Na de Tweede Wereldoorlog ging het minder goed met de club tot 1953 toen opnieuw de titel gewonnen werd en de finale van de Worcestershire Senior Cup. Twee jaar later werd de club opnieuw kampioen.

### Southern League & Conference
In de jaren zeventig sloot Redditch zich aan bij de Southern League en bereikte voor het eerst de eerste ronde van de FA Cup. Thuis speelde de club 1-1 gelijk voor 4500 toeschouwers tegen Peterborough United maar verloor de replay met 6-0.
In het eerste seizoen in de Southern League maakte de club een droomstart met 6 gewonnen wedstrijden op rij, uiteindelijk eindigde Town in de middenmoot. Na net de promotie te missen in 1974/75 werd Redditch overtuigend kampioen in 1975/76 met meer dan 100 doelpunten en slechts 2 verloren wedstrijden. Het eerste seizoen in de Premier Division van de Southern League startte beter dan dat van uiteindelijke kampioen Wimbledon FC, maar enkele blessures van spelers zorgden ervoor dat er geen 2de titel op rij kwam. Het stadion moest verbeterd worden voor de Alliance Premier League die in 1979 werd opgericht maar problemen met drainage zorgden voor zware problemen op het veld die bijna tot degradatie leidden.
Ondanks deze tegenslagen was Redditch medeoprichter van de Alliance Premier League, maar door financiële problemen degradeerde de club na één seizoen en kampte ook de volgende jaren met problemen. In 1985/86 promoveerde de club opnieuw en kon tot 1988/89 standhouden. Het volgende seizoen werd de eerste ronde van de FA Cup gehaald, daar verloor de club met 3-1 van Toxteth Terrors, het aantal toeschouwers was welgeteld één man met zijn hond.
De volgende jaren bleef de club in de Southern League met wisselend succes en promoveerde naar de nieuw opgerichte Conference North in 2004. In 2011 degradeerde de club naar de Southern Football League Premier Division.

## Bekende (oud-)spelers
- Ahmed Ali